# Reinhard Jirgl

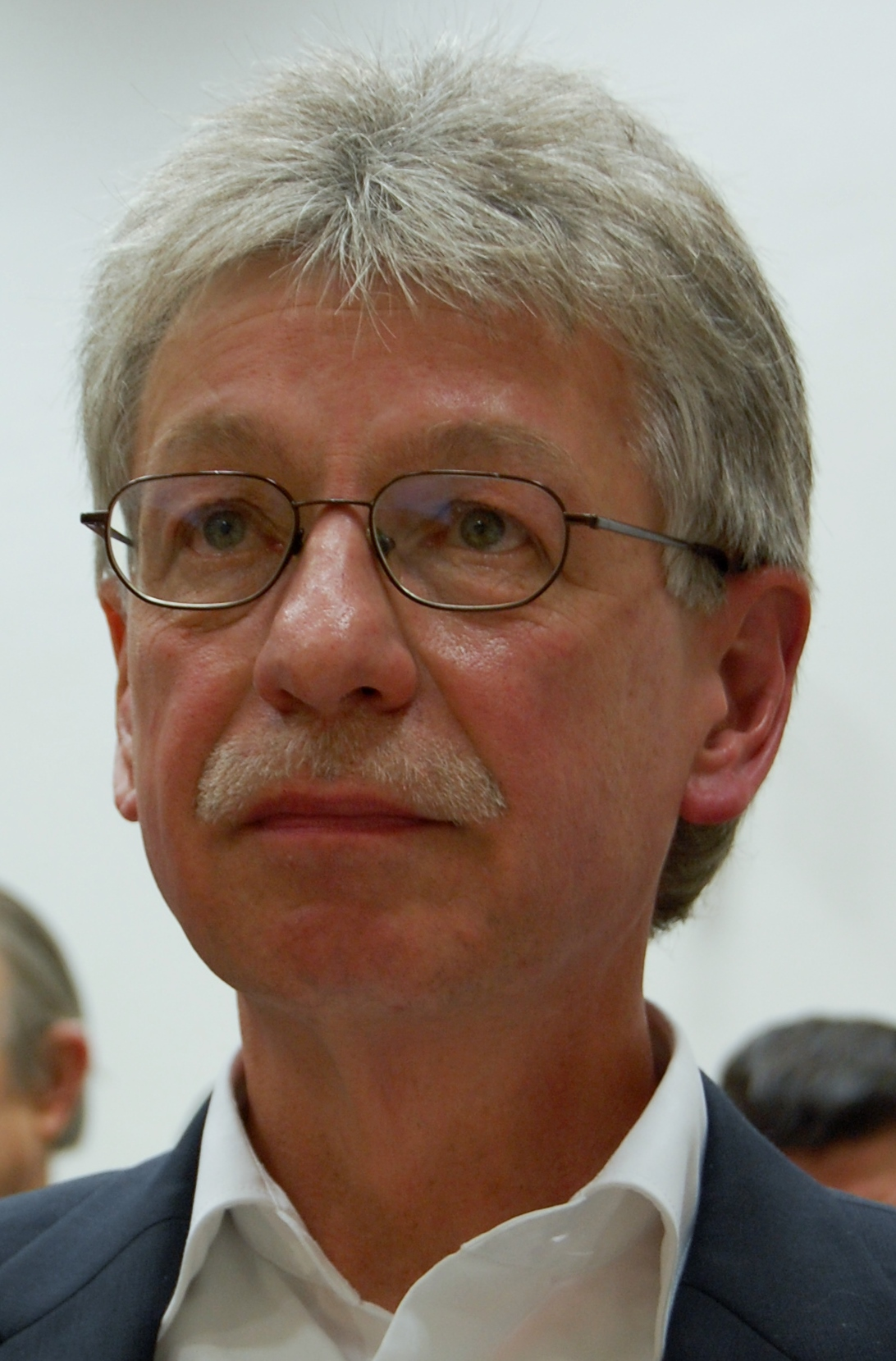
Reinhard Jirgl (2013)

Reinhard Jirgl (* 16. Januar 1953 in Ost-Berlin) ist ein deutscher Schriftsteller. 2010 wurde ihm von der Deutschen Akademie für Sprache und Dichtung der Georg-Büchner-Preis verliehen.

## Leben

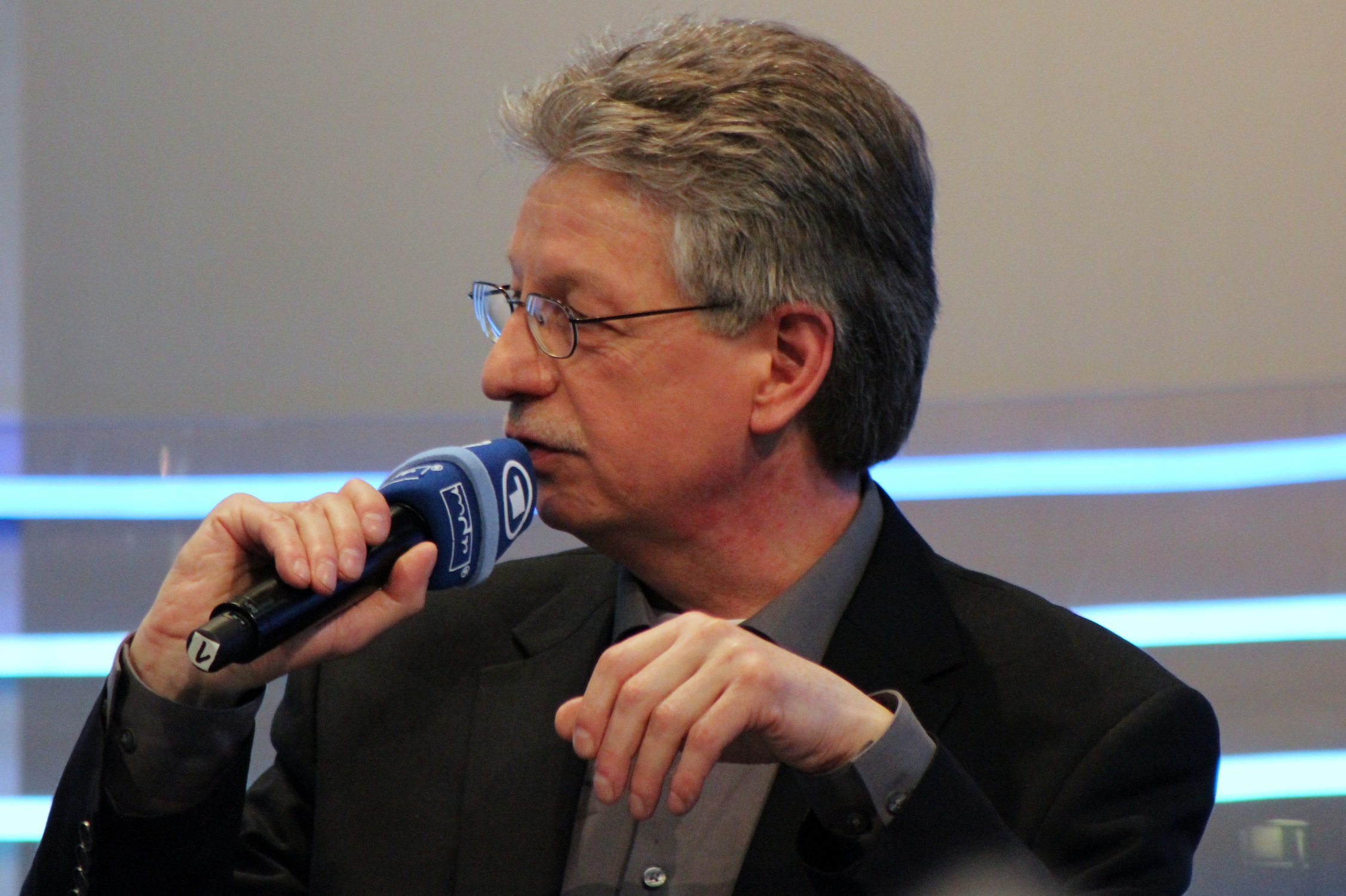
Reinhard Jirgl auf der Leipziger Buchmesse 2013

Seine Kindheit verbrachte Reinhard Jirgl bei der Großmutter in Salzwedel, bis er 1964 im Alter von elf Jahren zu den Eltern, beide von Beruf Dolmetscher, nach Ost-Berlin zurückkehrte. Er besuchte ab 1960 die Polytechnische Oberschule bis zur 10. Klasse und machte gleichzeitig ab der 8. Klasse eine Ausbildung zum Elektromechaniker, die er ebenfalls 1970 abschloss. Von 1970 an stand Jirgl im Arbeitsleben und holte an der Abendschule sein Abitur nach. Von 1971 bis 1975 studierte er Elektronik an der Humboldt-Universität zu Berlin. Zu dieser Zeit gab es für seine schriftstellerische Entwicklung entscheidende Impulse im Köpenicker Lyrikseminar. Hier trafen sich Autoren, die ihre Manuskripte vorstellten und unter Beratung des Dichterpaars Ulrich und Charlotte Grasnick mit großer Intensität an ihren Texten arbeiteten. Zu diesem Lyrikkreis gehörten u. a. Benjamin Stein, Monika Helmecke, Fritz Leverenz, Elisabeth Hackel, Andreas Diehl, Michael Manzek und Klaus Rahn. Sein Studium schloss er als Hochschulingenieur ab und arbeitete danach an einem Forschungsinstitut der Akademie der Wissenschaften der DDR in Berlin-Adlershof als Service-Ingenieur. 1978 gab er den ungeliebten Beruf auf und wechselte als Beleuchtungs- und Servicetechniker an die Berliner Volksbühne am Rosa-Luxemburg-Platz. Seit 1996 lebt Jirgl als freier Schriftsteller in Berlin. Er ist Mitglied im PEN-Zentrum Deutschland und seit 2009 der Deutschen Akademie für Sprache und Dichtung. Mit Beginn des Jahres 2017 hat Jirgl sich laut Angaben auf der Website der Hanser-Literaturverlage „vollständig aus der Öffentlichkeit zurückgezogen“. Er verzichte auf Lesungen sowie andere Auftritte, „desgleichen auf jede Publikation seiner auch weiterhin entstehenden Manuskripte. Alle neu geschriebenen Texte verbleiben in Privatbesitz“.

## Werk
Der Beginn seiner Autorschaft, die sich zunächst in einem Schreiben „für die Schublade“ ausbildete, führte ihn 1978 an die Volksbühne nach Ostberlin, wo er Zeit zum Schreiben fand und durch Heiner Müller maßgeblich gefördert wurde. Im Gespräch benannte Jirgl u. a. Michel Foucault, Georges Bataille, Ernst Jünger und Carl Schmitt als wichtige Einflussgrößen einer „intellektuellen Gegenexistenz“ in der DDR, die sich in seiner Literatur niederschlug.
Jirgl gehörte zu jener jüngeren Autorengeneration in der DDR, die während der 1980er Jahre vermehrt experimentelle Formen aufgriff. Jirgls Manuskripte blieben in der DDR ungedruckt. Sein erstes Romanskript Mutter Vater Roman wurde 1985 vom Aufbau-Verlag aus ideologischen Gründen abgelehnt. Auch weitere fünf vor der Wende entstandene Manuskripte konnten nicht erscheinen. Zwei Jahrzehnte später resümierte Jirgl seine damalige Situation als Autor ohne Öffentlichkeit wie folgt: „Die Geschichte meiner literarischen Arbeiten aus den Jahren vor 1990 ist die Geschichte von amtlich verhängtem Erstickungstod.“
Im Frühjahr 1990 konnte Jirgls Erstling dann doch im Aufbau-Verlag erscheinen. Der Mutter Vater Roman, der die späte Kriegszeit und die Nachkriegsjahre mit Blick auf die Aufbaugeneration der DDR aufgreift, enthält bereits die zentralen Themen, Motive und Eigenarten, die auch Jirgls weiteres Schaffen prägen. Formal dominieren innerer Monolog, psycho-narration und traumartige Sequenzen, die Bombenkriegserinnerung, Gewaltphantasien und Beziehungsnöte zu beklemmenden Bildern verweben. Ein „gleitendes Ich“ (Jirgl) als schwer greifbare, perspektivisch wechselnde, nahezu amoralische Reflexionsinstanz prägt auch die späteren Prosatexte. Seine bereits in den 1980er Jahren in der DDR entstandene, erst 2002 publizierte Genealogie des Tötens. Trilogie, vereinigt heterogene Textblöcke, die auch mit theatralischen Elementen und Medienmix – Anlehnung an die griechische Tragödie sowie Libretto-Inszenierung mit Tonband – arbeiten.
Jirgls Roman Abschied von den Feinden (München 1995), dessen Manuskript 1993 mit dem Alfred-Döblin-Preis ausgezeichnet wurde, brachte ihm den öffentlichen Durchbruch; der Text verbindet traumatisierende Familien- und Beziehungserfahrungen zweier verfeindeter Brüder mit Versatzstücken von DDR-Existenzen zu einem diffizilen narrativen Geflecht, in dem sich die Erzählsituationen und Fiktionalitätsebenen überlagern. Die scheinbaren Parallelwelten von BRD und DDR sowie ihr plötzliches Wiederaufeinandertreffen nach der sogenannten Wende bilden die Folie für die Figurenkonstellationen Jirgls, an die auch Hundsnächte (München 1997) anknüpft: Hier vegetiert einer der Brüder in einer Ruine im Niemandsland des ehemaligen innerdeutschen Todesstreifens und produziert unablässig Schrift, ein „Sinnbild des Schreibens“ (Helmut Böttiger).
Ist in Jirgls Texten letztlich stets die Unmöglichkeit dargelegt, den eigenen Vergangenheiten zu entrinnen, handelt Die atlantische Mauer (München 2000) von der Suche nach einer Tabula rasa, Aus- und Aufbruchsversuchen von DDR- und BRD-Biographien in die Neue Welt; der in die USA übergreifende Text markiert nach Ansicht einiger Kritiker einen Übergang im Schreibprojekt des Autors, doch ist auch dieser Roman im Kern allein der deutschen Befindlichkeit gewidmet. Die folgenden Arbeiten wenden sich dementsprechend folgerichtig in Raum und Zeit zurück nach Alteuropa, den deutschen Traumata zu: Die Unvollendeten (München 2003) nimmt in gebrochenen Perspektiven die Vertreibung der Deutschen aus dem Sudetenland in den Blick, während sein Roman Abtrünnig (München 2005) nach bewährter Manier eine DDR- und eine BRD-Biographie im gegenwärtigen Berlin parallellaufen lässt.

## Charakterisierung des Werkes
Grundsätzlich gilt Jirgls Interesse zuvorderst der Offenlegung jenes „homo homini lupus“, das sich hinter Sätzen, Wörtern und Zeichen verbirgt: den Machtverhältnissen, die etwa psychiatrische Befunde erlauben und hervorbringen. Die radikale Skepsis des Autors lässt Ausflüchte nicht zu, sie wendet sich fast solipsistisch einer kreatürlichen Leiblichkeit als ontologisch letzter Instanz zu und attackiert allfällige kollektivistische oder individualistische Sinn- bzw. Erlösungsversprechen.
Auch im poststrukturalistischen Duktus macht Jirgls Schreiben Ernst mit Foucaults Vorstellung von der Subversivität der Literatur: Mittels einer unkonventionellen, teilweise „lautmalerischen“ Rechtschreibung und einer eigenen Zeichen-Nomenklatur versucht der Autor, den Text als Körper sichtbar zu modellieren, wodurch gleichzeitig jedoch dessen Zeichencharakter selbstreflexiv offengelegt wird. Von der Kritik wird an Jirgls Romanen bisweilen ein Überfrachten der Figurenrede mit essayistischen Exkursen bemängelt.

## Stipendien und Preise
- 1991: Anna-Seghers-Preis
- 1993: Alfred-Döblin-Preis

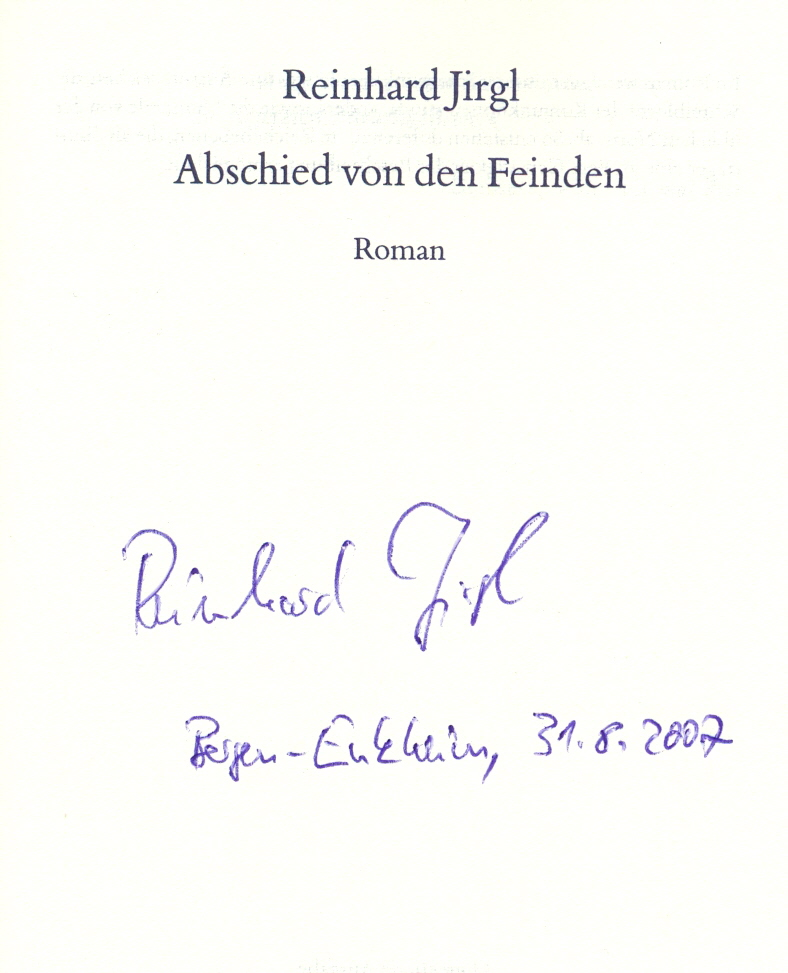
Autograph

- 1994: Marburger Literaturpreis, Stipendium im Künstlerdorf Schöppingen
- 1995: Stipendium des Berliner Kultursenats
- 1996: Alfred-Döblin-Stipendium
- 1997: Stipendium im Künstlerhof Schreyahn
- 1998: Johannes-Bobrowski-Medaille, Stipendium des Heinrich-Heine-Hauses der Stadt Lüneburg
- 1999: Joseph-Breitbach-Preis
- 2002: Stipendium des Deutschen Literaturfonds
- 2003: Kranichsteiner Literaturpreis, Rheingau Literatur Preis
- 2004: Eugen Viehof-Ehrengabe der Deutschen Schillerstiftung von 1859; Dedalus-Preis für Neue Literatur
- 2005/2006 Arno-Schmidt-Stipendium
- 2006: Literaturpreis der Stadt Bremen
- 2007: Stipendium im Künstlerhaus Edenkoben
- 2007/08: Stadtschreiber von Bergen
- 2009: Lion-Feuchtwanger-Preis
- 2009: Grimmelshausen-Preis für Die Stille
- 2010: Georg-Büchner-Preis
- 2011: Sudetendeutscher Kulturpreis für Literatur

## Werke
- Mutter Vater Roman. Aufbau, Berlin/Weimar 1990. ISBN 3-351-01311-6.
  - Neuauflage: Mutter-Vater-Roman. Mit einem Nachwort des Autors. München : Hanser 2012
- Uberich. Protokollkomödie in den Tod. Jassmann, Frankfurt am Main 1990, ISBN 3-926975-03-2.
- Im offenen Meer. [Schichtungsroman]. Luchterhand, Hamburg/Zürich 1991, ISBN 3-630-86769-3.
- zusammen mit Andrzej Madela: Zeichenwende. Kultur im Schatten posttotalitärer Mentalität. Bublies, Koblenz 1993, ISBN 3-926584-24-6.
- Das obszöne Gebet. Totenbuch. Jassmann, Frankfurt am Main 1993, ISBN 3-926975-04-0.
- Abschied von den Feinden. Roman. Hanser, München/Wien 1995, ISBN 3-446-18010-9.
- Hundsnächte. Roman. Hanser, München/Wien 1997, ISBN 3-446-19118-6.
- Die atlantische Mauer. Roman. Hanser, München/Wien 2000, ISBN 3-446-19118-6.
- Genealogie des Tötens. Trilogie. Hanser, München 2002, ISBN 3-446-20171-8.
- Gewitterlicht. Erzählungen, mit dem Essay Das poetische Vermögen des alphanumerischen Codes in der Prosa. In: Edition Einst und Jetzt Band 3. revonnah, Hannover 2002, ISBN 3-934818-43-9. (als Book on Demand). Als Hörbuch: Gewitterlicht, gesprochen von Reinhard Jirgl. Revonnah, Hannover 2005, ISBN 3-934818-20-X (CD-ROM).
- Die Unvollendeten. Roman. Hanser, München/Wien 2003, ISBN 3-446-20271-4.
- Abtrünnig. Roman aus der nervösen Zeit. Hanser, München 2005, ISBN 3-446-20658-2. (Als Taschenbuch: dtv 13639, München/Wien 2008 ISBN 978-3-423-13639-6.)[4]
- Land und Beute. Aufsätze aus den Jahren 1996 bis 2006. Edition Akzente, Hanser, München 2008, ISBN 978-3-446-23009-5.
- Die Stille. Roman. Hanser, München 2009, ISBN 978-3-446-23266-2.[5]
- Nichts von euch auf Erden. Hanser, München 2013, ISBN 978-3-446-24127-5.
- Oben das Feuer, unten der Berg. Hanser, München 2016, ISBN 978-3-446-25052-9.